# 德国颂歌
《 颂歌》（德語：Hymne an Deutschland）是德意志联邦共和国的第一首国歌，使用于1950年12月31日至1952年5月2日。鲁道夫·亚历山大·施罗德（Rudolf Alexander Schröder）作词，赫尔曼·路德（Hermann Reutter）作曲。
由于《德意志之歌》在纳粹时期作为国歌的历史，西德总统特奥多尔·豪斯希望将《德国颂歌》采纳为国歌，其音乐风格接近宗教音乐，但并未被国民熟悉。1952年德国总理康拉德·阿登纳最终说服总统将《德意志之歌》的第三段作为国歌。